# Пунта-Альта
Пу́нта-А́льта (ісп. Punta Alta) — місто в аргентинській провінції Буенос-Айрес, адміністративний центр округу Коронель-Росалес.

## Історія
До XIX ст. місцевість, де нині знаходиться Пунта-Альта, була заселена переважно корінними народами. У лютому 1520 року узбережжя поблизу нинішньої Пунта-Альти відвідав один з кораблів експедиції Магеллана. 1828 року уряд Аргентини заснував у 20 км від сучасного місця розташування Пунта-Альти фортецю для захисту тодішнього кордону країни. Частина індіанців добре сприйняли прихід європейців і вступили до лав охоронців фортеці, решта була проти і впродовж багатьох років здійснювали напади на укріплення, грабуючи та вбиваючи жителів.
У вересні-жовтні 1832 року місцевість відвідав англійський натураліст Чарльз Дарвін під час своєї навколосвітньої подорожі, знайшовши там рештки велетенських викопних тварин — мегатерія (Megatherium), мегалонікса (Megalonyx), сцелідотерія (Scelidotherium), мілодона (Mylodon darwinii), макраухенії (Macrauchenia), токсодона (Toxodon darwinii). Також він описав місцевий ендемік — Neosparton darwinii.

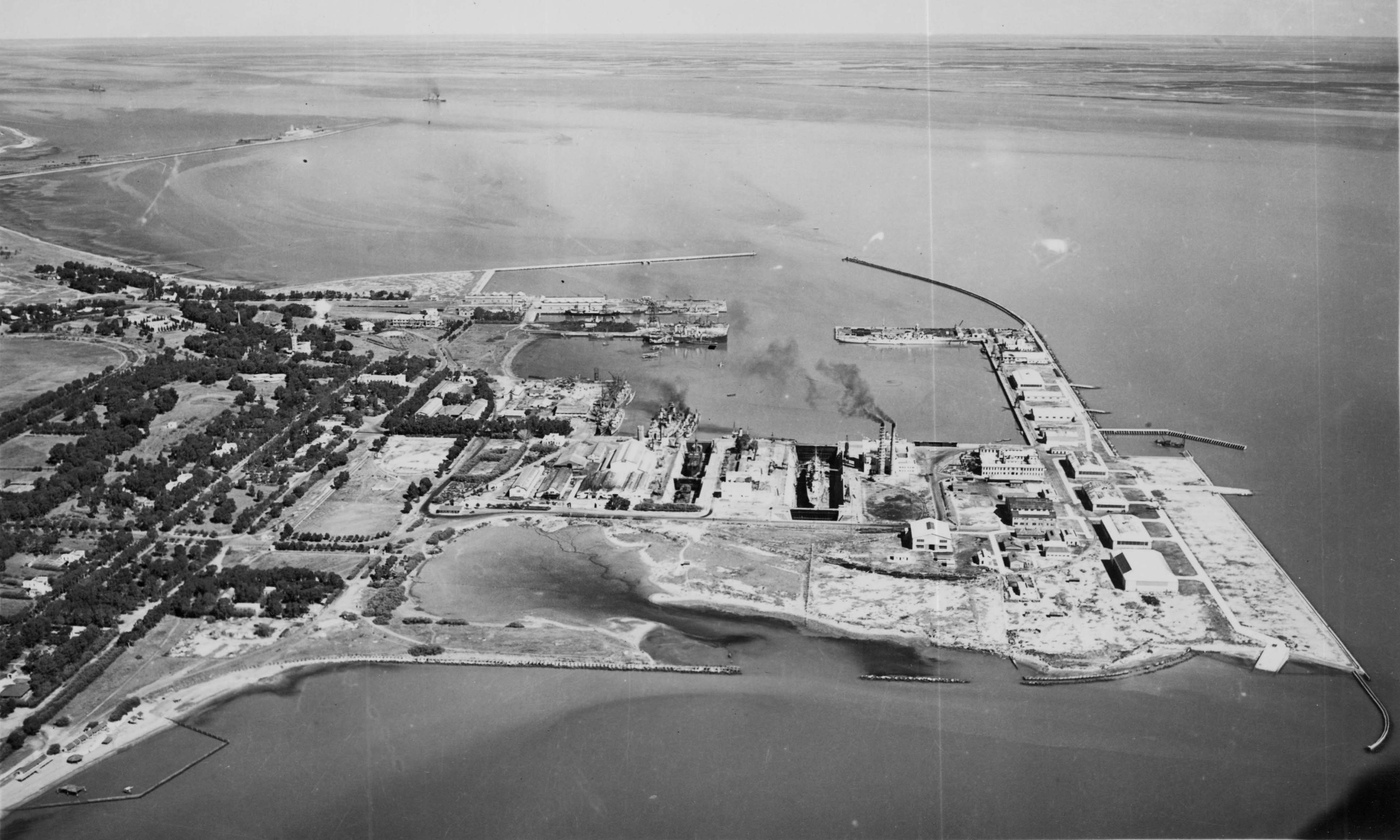
Військовий порт Пуерте-Бельграно (1943)

30 листопада 1896 року уряд Аргентини ухвалив рішення розмістити у місцевості, де нині знаходиться Пунта-Альта, головний військовий порт країни. Спочатку роботи з побудови порту йшли повільно через труднощі з транспортуванням необхідних матеріалів, тому вирішено було швидкими темпами будувати залізничну гілку з Баїя-Бланки до будмайданчика. 26 вересня 1898 року залізниця запрацювала для вантажних перевезень, а 1 листопада — для пасажирських. Залізнична станція поблизу майбутнього військового порту отримала назву Пунта-Альта (ісп. Punta Alta — високий мис).
Після приходу залізниці робітники, які були задіяні у будівництві порту, переселилися в околиці станції. За декілька місяців навколо неї були зведені готелі, магазини, цегляні житлові будинки.
12 грудня 1910 року Пунта-Альта була поєднана новою залізничною гілкою з містом Росаріо.

Комерційний порт Пунта-Альти (1918)

1906 року влада Аргентини вирішила побудувати поряд з військовим портом ще й комерційний. Проект мала виконати французька компанія, яка планувала зробити його найбільшим морським вузлом транспортування зернових у Південній Америці. 1912 року розпочалися роботи, але через початок Першої світової війни вони були призупинені. 1922 року за добудову комерційного порту взялися власники залізничної гілки до Росаріо. У 1930-х порт Пунта-Альти доволі активно використовувався як альтернатива для порту Баїя-Бланки. Залізниця, військова база і порт стали основними роботодавцями початку ХХ ст. у місті і сприяли його швидкому розвитку і зростанню.

Пунта-Альта 1929 року
вул. Ірігоєна у 1930-ті

Підписання акту про заснування округу Коронель-Росалес

1945 року було створено новий округ провінції Буенос-Айрес під назвою Коронель-Росалес, адміністративним центром якого стало місто Пунта-Альта.
Після приходу до влади президента Перона розпочалася націоналізація підприємств з іноземним капіталом, 1947 року цей процес дійшов і до комерційного порту Пунта-Альти, який було передано у власність ВМС Аргентини, які демонтували там більшість обладнання, назвавши його застарілим. Залізничні гілки також стали занепадати. У 1960-х після того як порт перейшов у підпорядкування Головної адміністрації портів, там було збудовано інфраструктуру для прийому танкерів з нафтою, яка використовується й донині.
1958 було затверджено герб Пунта-Альти, 1965 року — гімн, 2002 року — прапор.
У часи диктатури в Аргентині (1976—1983) військова база у Пунта-Альті використовувалася як секретна в'язниця для опонентів режиму.
2010 року уряд Аргентини встановив вільну економічну зону для порту Пунта-Альти, завдяки чому його почали активно використовувати для вантажних перевезень.
2015 року на території бази Пуерто-Бельграно було вирішено збудувати платформу для запуску ракет у космос.

## Економіка
Основною галуззю економіки міста Пунта-Альта є сільське господарство, переважно вирощування зернових (пшениці, ячменю, вівса). Незначну площу займають посіви олійних культур (сорго і соняшника). Овочівництво також не надто розвинене, у незначних обсягах вирощують томати, цибулю, мангольд, перець, гарбузи, печериці. Комерційне скотарство представлене переважно вирощуванням великої рогатої худоби м'ясних порід. Для домашнього споживання вирощують також овець і свиней. Також присутні бджільництво, кролівництво, птахівництво, вирощування шиншил.
Місто знаходиться на морському узбережжі, тому має розвинений промисловий вилов риби. Комерційно важливими видами є горбань, хек, акула, а також ракоподібні (Dendrobranchiata, креветки) і восьминоги.
У місті знаходиться близько 50 підприємств, переважно малих, продукція яких спрямована переважно на забезпечення місцевих потреб. Найважливішою галуззю промисловості Пунта-Альти є харчова. У місті знаходиться один з найбільших молокозаводів регіону. Також працюють млини і хлібозаводи, макаронні фабрики. Окрім харчової промисловості, працюють підприємства будівельної, металургійної, шкіряної, існують виробництва пластикових виробів, друкарні, меблеві фабрики.
Третинний сектор економіки представлений переважно структурами, пов'язаними з обслуговуванням військово-морської бази Пуерто-Бельграно і флоту загалом. Також розвинене транспортування нафти — 70 % нафти, яка ввозиться до Аргентини, проходить через місцевий порт. Окрім цього, Пунта-Альта і її околиці є важливим туристичним центром Аргентини, спрямованим переважно на внутрішній туризм.
Поблизу міста знаходиться вітрова електростанція.

## Населення
Згідно з даними перепису 2010 року населення Пунта-Альти складає 58 315 осіб.

## Транспорт

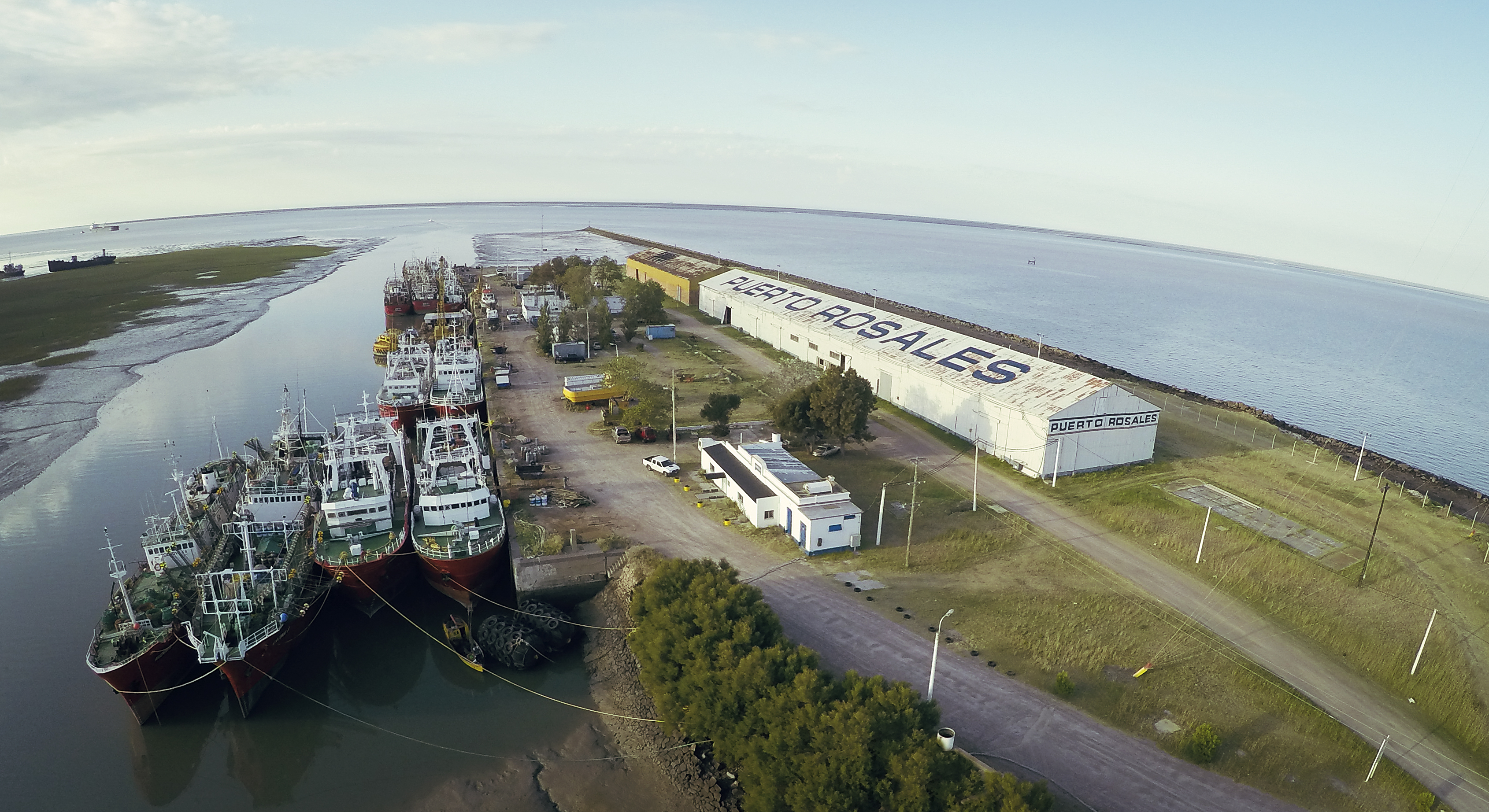
Порт Пуерто-Росалес згори

Основним видом транспорту для міста Пунта-Альта є автомобільний. З Буенос-Айреса до міста можна дістатися національними автошляхами № 249 і № 3. У місті працює автовокзал, звідки ходять міжміські рейси до різних населених пунктів Аргентини. Міський громадський транспорт Пунта-Альти представлений автобусами.
У місті діє морський порт Пуерто-Росалес, який після тривалого занепаду, у 2000-х відновив вантажні перевезення.
Поблизу міста знаходиться два аеропорти: аеропорт Пуерто-Росалес і аеродром Пунта-Альта.
Через Пунта-Альту проходить гілка залізниці, яка нині не використовується для пасажирських чи вантажних перевезень. Зупинний пункт у місті було остаточно знищено пожежею 2015 року.

## Галерея

Центр міста згори
Арка до сторіччя міста і церква Діви Марії Луханської
Муніципальний історичний архів
Іспанська асоціація